# Magnat
|  | Wiktionary har en ordboksartikel om magnat. |

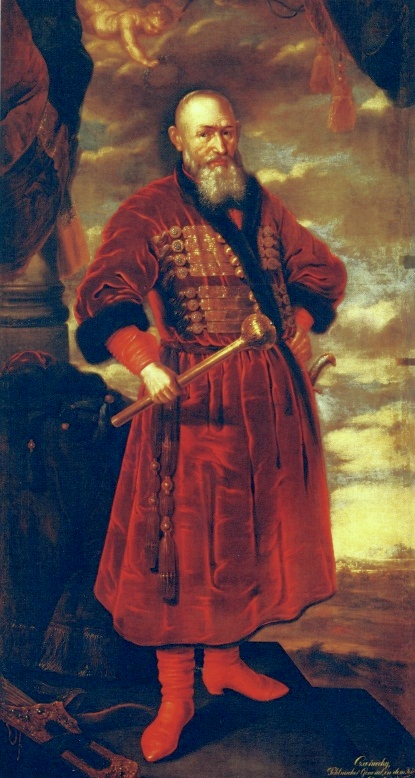
Stefan Czarniecki var en polsk 1600-talsmagnat.

Magnat (nylatin, plural magnates, "stormän") var förr en titel för ledamöterna av ungerska riksdagens första kammare eller överhus (magnattaffeln) och i Polen ledamot av riksrådet eller högadeln.
Ordet kan i vidare bemärkelse åsyfta en storman, det vill säga en rik och mäktig man i allmänhet.